# Calciumchromat
Calciumchromat ist eine chemische Verbindung aus der Gruppe der Chromate mit der Summenformel CaCrO4. Sie liegt in Form eines gelben kristallinen Pulvers vor, wobei die Farbe vom Kristallwassergehalt abhängt. Es liegt normalerweise als Dihydrat vor.

## Eigenschaften
Calciumchromat ist ein starkes Oxidationsmittel, es reagiert entsprechend heftig mit Reduktionsmitteln wie z. B. Bor, Metallen und organischen Stoffen. Als Anhydrat ist es schlecht löslich, als Dihydrat jedoch löslich in Wasser. 
Calciumchromat kristallisiert tetragonal im Zirkon-Typ. Dabei bilden sich leicht verzerrte CrO4-Tetraeder, die voneinander isoliert sind, aber zwischen Ketten kantenverknüpfter CaO8-Dodekaeder verbinden. In der Kristallstruktur bleiben Lücken frei, die von Wassermolekülen besetzt werden können.

## Verwendung
Calciumchromat wird als Pigment, Korrosionsschutzmittel sowie als Depolarisator in Batterien verwendet.

## Sicherheitshinweise
Calciumchromat ist als krebserzeugend, Kategorie 1B eingestuft.